# Аранжимент
Аранжимент (от френски: arrangement – „уреждам, привеждам във вид“, в част от по-старата литература се използва русизмът „аранжировка“) е музикален термин, обозначаващ разработването на един и същи музикален мотив за различни музикални инструменти. Терминът се използва също и в смисъл на нова, коренно различна интерпретация на дадено произведение. Авторът на аранжимента се нарича аранжор.
В първия случай съставът от изпълнители може да бъде значително разширен – например Морис Равел аранжира знаменитото произведение Картини от една изложба на Модест Мусоргски – творба, чийто оригинал е писан за пиано, а във варианта на Равел е за симфоничен оркестър. Възможен е и обратният вариант – например Франц Лист преработва за пиано симфониите на Лудвиг ван Бетовен. В тези случаи, както и при преработката на дадена творба от един музикален инструмент за друг, не засяга основните ѝ черти, зададени от нейния композитор.
Във втория случай, особено характерен за музиката от началото на 20 век – (навлизането на джаза), става дума за напълно творческа нова разработка на съответната музикална идея. Джазът възвръща в музикалната култура импровизацията, при която всеки изпълнител е абсолютно свободен да разработва дадена тема или мелодия напълно самостоятелно. С течение на времето подобни разработки започват да се нотират и утвърждават и дават началото на аранжимента в съвременния му смисъл. За подобни музикални разработки днес често се използва не съвсем точната английска дума „римейк“ – пренаправяне.
Понятието аранжимент е доста условно и често се покрива, макар и ненапълно, с оркестрация, клавир, импровизация и др.